# 901년

## 연호
- 당(唐) 광화(光化) 4년 / 천복(天復) 원년
- 일본(日本) 쇼타이(昌泰) 4년 / 엔기(延喜) 원년
- 후백제(後百濟) 정개(政開) 2년

## 기년
- 당(唐) 소종(昭宗) 13년
- 신라(新羅) 효공왕(孝恭王) 5년
- 후백제(後百濟) 견훤(甄萱) 10년
- 발해(渤海) 대위해(大瑋瑎) 8년
- 태봉(泰封) 궁예(弓裔) 7년

## 사건
- 궁예(弓裔)가 후고구려(後高句麗)를 건국함
- 견훤, 도읍을 무진주에서 다시 완산주로 옮김.